# Commezzadura
Commezzadura és un municipi italià, dins de la província de Trento. L'any 2007 tenia 990 habitants. Limita amb els municipis de Dimaro, Malè, Mezzana, Pinzolo i Rabbi.

## Administració
| Període | Identitat        | Partit        |
| ------- | ---------------- | ------------- |
| 2005-   | Dante Perdegnana | Llista cívica |